# Robert Lyon (duelliste)
Pour les articles homonymes, voir Robert Lyon et Lyon.
Robert Lyon (30 décembre 1812-13 juin 1833) est le fils d'un officier britannique et rapporté comme étant la dernière victime d'un duel sur le territoire canadien après une altercation avec un collègue étudiant en droit, John Wilson (en), près de Perth en 1833.

## Biographie
Né à Inverurie en Écosse, Lyon arrive au Canada avec sa famille en 1829.
Initié par Henri Lelièvre, le duel est lié à un sentiment amoureux avec l'institutrice locale, Elizabeth Hughes, et s'est déroulé au-dessus du canal Tay (en) près de Perth. Après le décès de Lyon, Wilson et son complice Samuel Robertson sont accusés de meurtre à Brockville. Les accusés seront éventuellement innocentés et Wilson épousera Hughes deux ans plus tard et le couple aura trois enfants.

### Dans la culture
En 1996, l'auteure Susan Code rédige le livre A Matter of Honour et, l'année suivante, deux étudiants du Sheridan College (en), réalisent un film indépendant reprenant le même titre et racontant l'histoire de ce duel. Dans l'album Stompin' Tom and the Hockey Song réalisé en 1973, Stompin' Tom Connors sort la chanson The Last Fatal Duel écrite par Freddy Dixon et détaillant la bataille.

### Épitaphe
L'épitaphe de la pierre tombale de Lyon dans le cimetière anglican de Perth rappelle l'évènement:
Friendship Offering,

Dedicated

To the Memory of

ROBERT LYON,

(Student-at-law)

He fell

in mortal combat

13 June 1833

in the 20th year

of his Age

Requieseat in Pace.

### Famille
Plusieurs membres de la famille de Lyon ont occupés des fonctions publiques dans le Haut-Canada et en Ontario:
- Son frère, George Lyon (en) (1790-1851), capitaine de l'armée britannique et homme d'affaires et politique du Haut-Canada
- Son neveu, Robert Lyon (1829-1888), homme politique provinciale et 8e maire d'Ottawa
- Son neveu, George Byron Lyon (en) (c. 1815-1876), homme politique à l'Assemblée législative de la province du Canada et 10e maire d'Ottawa.

## Contestation
D'après Radio-Canada et The Gazette de Montréal, le duel en Lyon et Wilson serait le dernier duel mortel survenu sur le territoire du Haut-Canada, aujourd'hui l'Ontario, mais pas le dernier en territoire canadien. Selon ses sources, un autre duel serait survenu le 22 mai 1838 à Québec, alors dans le Bas-Canada, entre le major britannique Henry Warde et l'avocat Robert Sweeney. À la suite de ce duel, Warde aurait été blessé et meurt peu de temps après,.